# Bernardino Lurati
Bernardino Lurati (* 5. November 1829 in Lugano; † 29. Juni 1880 in Bern; heimatberechtigt in Lugano) war ein Schweizer Politiker, Tessiner Grossrat und Nationalrat.

## Leben

### Familie
Bernardino Lurati war der Sohn des Rechtsanwalts Crispino Lurati und dessen Ehefrau Elisabetta (geb. Luvini).
Er war seit 1854 mit Lucrezia, die Tochter des Politikers Pietro Polar verheiratet; ihr gemeinsamer Sohn war der Jurist und Politiker Giovanni Lurati.
Die Brüder seiner Ehefrau waren Giovanni Polar sowie Ignazio Polar und sein Neffe war der Politiker Giovanni Reali.

### Werdegang
Bernardino Lurati besuchte das Gymnasium und Lyzeum in Lugano.
Nachdem er sich an der Universität Pisa zu einem Studium der Rechtswissenschaften immatrikuliert hatte, promovierte er 1851 zum Dr. jur.
Nach Beendigung des Studiums war er als Rechtsanwalt und Notar in Lugano tätig.
Er gründete 1859 die Voce del Popolo und war deren Redakteur; die Zeitung war das erste Organ 1860 gegründeten liberalkonservativen Partei, das später durch die Zeitung Cittadino ticinese und 1865 durch die Libertà ersetzt wurde. Er war dazu auch Mitarbeiter der Credente Cattolico, der ab 1856 erscheinenden Zeitung des Tessiner Klerus, deren Redakteur Carlo Conti war.

### Politisches Wirken
Bei der Gründung der liberalkonservativen Partei spielte Bernardino Lurati 1860 eine entscheidende Rolle; von 1860 bis 1880 vertrat er diese dann im Tessiner Grossrat. 1875 und 1880 wurde er zum Vizepräsidenten des Grossen Rats gewählt und 1876 erfolgte seine Wahl zum Präsidenten.
Er war ein Befürworter der Gotthardbahn und redigierte zu deren Unterstützung ab 1866 gemeinsam mit Carlo Cattaneo die Rivista ferroviaria.
Er befasste sich mit der wirtschaftlichen und politischen Entwicklung des Kantons, insbesondere mit der Frage der Eisenbahn. 1869 setzte er sich, bei der Abfassung des Forstgesetzes, für den Schutz der Wälder ein.
1871 wurde er durch den Grossen Rat in die Kommission zur Prüfung der Staatsverwaltung gewählt und er sprach sich 1872 für die Revision der Bundesverfassung (siehe auch Totalrevision der Schweizer Bundesverfassung 1872) aus.
1875 veröffentlichte er die Streitschrift Il 25 febbraio 1875. Ricordi ai Ticinesi, in der er Kritik an der liberalen Regierung übte und die im Februar 1875 zum Wahlsieg der Liberalkonservativen beitrug. Im selben Jahr wurde er erstmalig in den Nationalrat und 1878 erneut gewählt; ihm folgte Ignazio Polar.
Der neuen konservativ ausgerichteten Regierung, dem Nuovo Indirizzo, blieb er fern, da ihm das verhärtete politische Klima nach dem Wahlsieg der Liberalkonservativen nicht zusagte. Er hatte auch keine Zeit, um eine politische Alternative katholisch-liberaler Ausrichtung, gegenüber seinem Gegenspieler Gioachimo Respini, zu entwickeln.

## Schriften (Auswahl)
- Il 25 febbraio 1875. Ricordi ai Ticinesi. Lugano, 1875.